# Tractat d'Amistat i Cooperació entre Espanya i Guinea Equatorial de 1980
 El Tractat d'Amistat i Cooperació entre Espanya i Guinea Equatorial va ser un tractat internacional signat el 23 d'octubre de 1980 en Madrid pel vicepresident primer i comissari del Ministeri d'Afers exteriors ecuatoguineano, Florencio Mayé Elá i el ministre espanyol d'Afers exteriors, José Pedro Pérez-Llorca. El Tractat va ser publicat en el BOE del 27 de juliol de 1981.

## Història

### Antecedents
Després del desenvolupament de la crisi diplomàtica entre Espanya i Guinea Equatorial de 1969, les relacions entre tots dos països de van refredar. Si bé el 12 d'octubre de 1969 es va signar un conveni de cooperació cultural i posteriorment, el 24 de juliol de 1971 dos convenis més, la dictadura de Francisco Macías Nguema recolzada en la Constitució de Guinea Equatorial de 1973 va cessar tot contacte diplomàtic amb Espanya. Durant aquest temps, al país europeu va caure el règim de Francisco Franco (1975), iniciant-se la monarquia constitucional de Juan Carlos I i el govern de Adolfo Suárez. La caiguda al país africà de la dictadura el 3 d'agost de 1979, i l'establiment del règim de Teodoro Obiang va permetre el restabliment de les relacions bilaterals entre els dos països, i el 31 d'octubre de 1979 es va signar per primera vegada des de 1971 un acord de cooperació entre tots dos països i un protocol d'actuació, als quals seguirien el 5 de desembre de 1979 un acord de cooperació financera, i dos protocols.
Aquest mateix any de 1980, en els mesos previs a la signatura del Tractat, es van acordar set acords o protocols entre tots dos països, entre ells els que van permetre la presència de la UNED espanyola en Malabo i Bata.

### El Tractat
El text s'iniciava amb un reconeixement del parèntesi creat per Macías, i el desig de tots dos països de tancar-lo:
| « | Considerant: Que després del canvi polític registrat el 3 d'agost de 1979, el nou Govern de la República de Guinea Equatorial es va dirigir al Govern i al poble Espanyol sol·licitant la seva ajuda en la reconstrucció del país Que les relacions entre Espanya i la República de Guinea Equatorial, basades sempre en la no ingerència en la política interna, van iniciar llavors una nova etapa, caracteritzada per un profund desig de Cooperació | » |
| — Tractat de 23 d'octubre de 1980 d'Amistat i Cooperació entre el Regne d'Espanya i la República de Guinea Equatorial Introducció | |   |

Després del Tractat es van crear una sèrie d'empreses mixtes, participades al 50% per cada país, entre elles GEPSA (petrolis, participava l'empresa espanyola Hispanoil), GEMSA (minerals, la part espanyola pertanyia a ADARO, empresa de l'INI), Guinextebak (Banc Exterior de Guinea Equatorial i Espanya), ZETA (Companyia Ecuatoguineana de Transport Aeri) i OFICAR, per al transport urbà de passatgers.
Un parell de setmanes després de la signatura del Tractada d'Amistat entre Espanya i Guinea, Teodoro Obiang va realitzar el seu primer viatge a França, en vespres d'una gira dels Reis d'Espanya per Gabon i Camerun, amb una escala a Guinea Equatorial, la primera quinzena del mes de desembre. Al retorn de París, Obiang va fer una escala a Rabat (Marroc)